# Velika Jamnička
Velika Jamnička es una localidad de Croacia en el municipio de Pisarovina, condado de Zagreb.

## Geografía
Se encuentra a una altitud de 139 m s. n. m. a 29 km de la capital nacional, Zagreb.

## Demografía
En el censo 2011, el total de población de la localidad fue de 202 habitantes.